# Carangas
Carangas è un comune (municipio in spagnolo) della Bolivia nella provincia di Puerto de Mejillones (dipartimento di Oruro) con 665 abitanti dato 2010.